# John Francis Hylan
John Francis Hylan (né le 20 avril 1868 – mort le 12 janvier 1936), surnommé Red Mike, était un homme politique démocrate américain qui fut maire de New York de 1918 à 1925. Alors qu'il était juge au tribunal du Kings County, il bénéficia du soutien du Tammany Hall dans la course à la mairie, notamment grâce au magnat de la presse William Randolph Hearst, avec qui il possédait des intérêts communs dans le contrôle des services publics municipaux. Il remporta ainsi les élections de 1917 face au maire républicain sortant, John Purroy Mitchel ce qui permit le retour du Tammany Hall au City Hall. Il fut élu pour un deuxième mandat en 1921, mais s'inclina face au sénateur Jimmy Walker en 1925.
Son mandat fut notamment marqué par un projet de création d'un réseau métropolitain indépendant et géré par la ville de New York alors que le métro était géré par deux entités privées et concurrentes, l'Interborough Rapid Transit Company (IRT) et la Brooklyn-Manhattan Transit Corporation (BMT). C'est dans ce contexte que l'Independent Subway System (IND) fut inauguré en 1932, huit ans avant la consolidation des trois réseaux dans ce qui constitue l'actuel métro de New York.

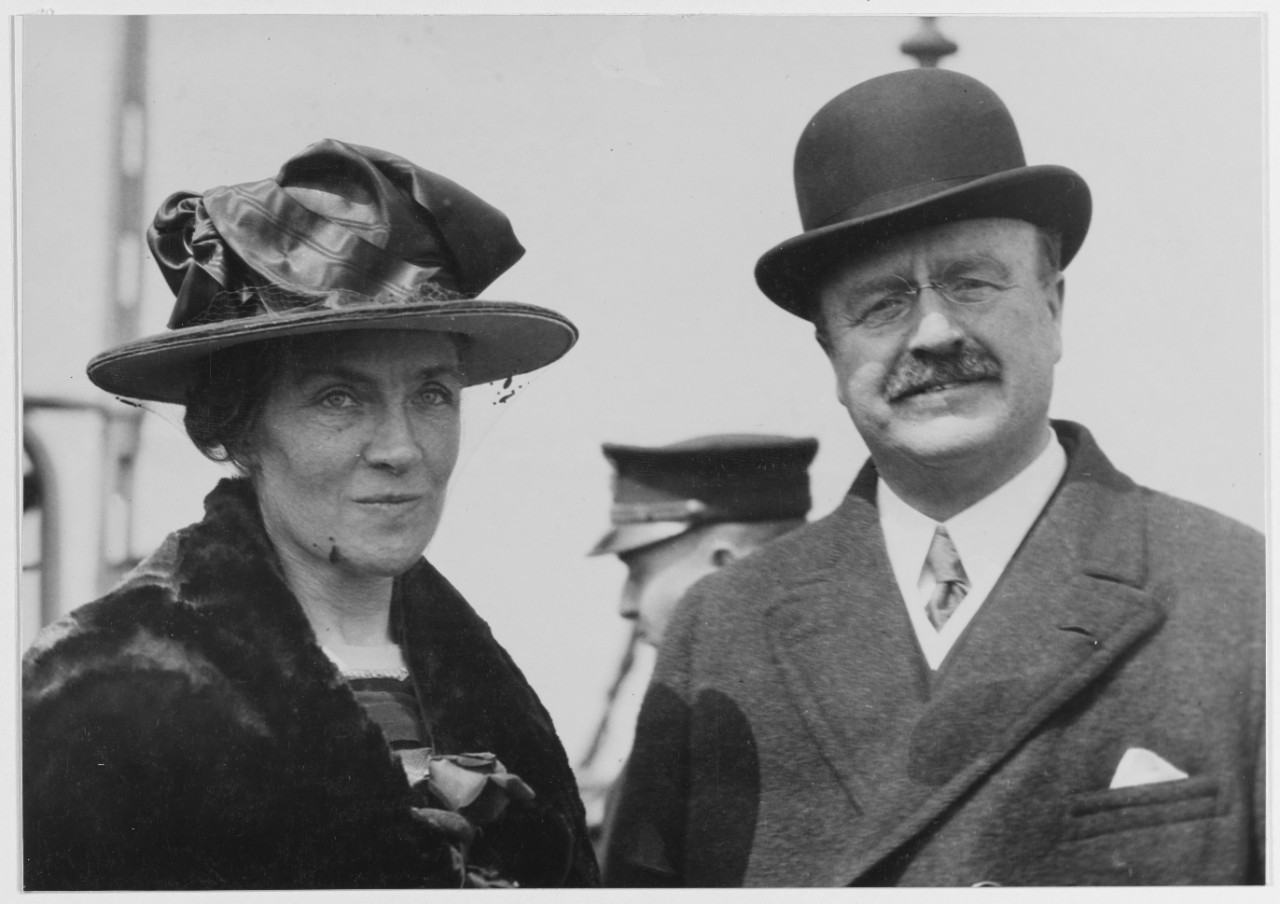
John Francis Hylan avec sa femme en 1919.